# 윈도우 XP
윈도우 XP(영어: Windows XP)는 가정용/업무용 컴퓨터, 노트북 컴퓨터, 미디어 센터와 같은 일반 목적의 컴퓨터 시스템에서 사용할 수 있게 마이크로소프트가 개발한 윈도우 NT 계열 운영 체제 가운데 하나이다. XP는 경험을 의미하는 영단어 익스피리언스(eXPerience) 중 "XP"를 따서 만들었다. 1999년 코드명 넵튠(Neptune)으로 기존의 윈도우 9x를 대체할 새로운 OS 즉, 윈도우 2000의 개발이 시작되었고 이는 다시 윈도우 XP로 이어졌다. 윈도우 XP는 초창기에 휘슬러라는 코드네임으로 불렸다. 이는 수많은 마이크로소프트 직원들이 휘슬러-블랙콤 스키 휴양지에서 스키를 탔던 것으로 하여 브리티시컬럼비아주 휘슬러 지방에서 이름을 따온 것이다.
윈도우 ME와 윈도우 2000의 후속 제품이며, 윈도우 NT 커널을 기반으로 하는 마이크로소프트사의 최초의 소비자 지향 운영 체제이다. 2001년 10월 25일, "홈 에디션"과 "프로페셔널 에디션"으로 나뉘어 첫 출시되었으며, IDC에 분석에 따르면 2006년 1월을 기준으로 사용자들은 4억본이 넘는 윈도우 XP 제품을 사용하고 있다.
CD만으로 출시된 마지막 윈도우이며, 윈도우 비스타부터는 DVD로 출시된다.

## 개발
1990년대 후반, 윈도우 XP가 될 제품의 초기 개발은 두 가지 개별 제품에 초점이 맞춰졌다. 하나는 미래의 윈도우 2000을 계승할 것으로 알려진 "Odyssey"이고, 다른 하나는 윈도우 2000을 사용하는 소비자 지향 운영 체제인 것으로 알려진 "Neptune"이다. MS-DOS 기반 윈도우 98을 계승한 윈도우 NT 아키텍처이다.
그러나 프로젝트는 너무 야심 찬 것으로 판명되었다. 윈도우 2000의 공식 출시 직전인 2000년 1월, 기술 작가 펄 서롯(Paul Thurrott)은 마이크로소프트가 Neptune과 Odyssey를 모두 보류하고 브리티시 컬럼비아 주 휘슬러의 이름을 딴 "Whistler"라는 코드명 신제품을 선택했다고 보고했다. 휘슬러-블랙콤 스키 리조트에서. Whistler의 목표는 소비자 지향 및 비즈니스 지향 윈도우 제품군을 단일 윈도우 NT 플랫폼으로 통합하는 것이었다. 서롯은 "윈도우 미에서 삭제된 모든 기능이 단순히 Neptune 기능으로 다시 태그 지정되었을 때 Neptune은 블랙홀이 되었다. 그리고 Neptune과 Odyssey는 어쨌든 동일한 코드 기반을 기반으로 하기 때문에 하나의 프로젝트로 결합하는 것이 합리적이었다.
2000년 7월 13일 PDC에서 마이크로소프트는 Whistler가 2001년 하반기에 출시될 것이라고 발표했으며, 윈도우 XP의 시각적 스타일 시스템을 조기에 구현하고 윈도우 탐색기와 제어판의 인터페이스를 변경한 첫 번째 프리뷰 빌드인 2250을 공개했다.
마이크로소프트는 2000년 10월 31일에 Whistler의 첫 번째 공개 베타 빌드인 빌드 2296을 출시했다. 후속 빌드에서는 인터넷 익스플로러 6.0, 마이크로소프트 제품 활성화 시스템, 윈도우 XP 릴리스 버전 사용자가 인식할 수 있는 기능, 블리스 바탕 화면의 배경 화면이 점차 도입되었다.
휘슬러는 2001년 2월 5일 미디어 행사에서 윈도우 XP라는 이름으로 공식적으로 공개되었다. XP는 "eXPerience"를 의미한다.

### 출시
2001년 6월, 마이크로소프트는 인텔 및 기타 PC 제조업체와 협력하여 윈도우 XP 마케팅 및 홍보에 최소 10억 달러를 지출할 계획이라고 밝혔다. 캠페인의 주제인 "Yes You Can"은 플랫폼의 전반적인 역량을 강조하기 위해 고안되었다. 마이크로소프트는 원래 "Prepare to Fly(비행 준비)"라는 슬로건을 사용할 계획이었으나 9·11 공격으로 인한 민감도 문제로 인해 대체되었다.
2001년 8월 24일에 윈도우 XP 빌드 2600이 제조용(RTM)으로 출시되었다. 마이크로소프트 레드먼드 캠퍼스에서 열린 기념 미디어 행사에서 RTM 빌드 사본이 여러 주요 PC 제조업체의 대표자들에게 서류 가방에 담겨 전달되었으며, 대표자들은 장식된 헬리콥터를 타고 날아갔다. PC 제조업체는 2001년 9월 24일부터 XP를 실행하는 장치를 출시할 수 있었지만 XP는 2001년 10월 25일에 일반 소매 판매에 도달할 것으로 예상되었다. 같은 날 마이크로소프트는 XP의 두 가지 주요 에디션, 즉 "Home"(홈 컴퓨팅을 위한 윈도우 미 대체) 및 "Professional"(고급 사용자를 위한 윈도우 2000 대체)에 대한 최종 소매 가격도 발표했다.
윈도우 XP의 첫 개발 빌드는 5.00.2202로, 2000년 2월 2일 컴파일되었다. 이 때는 2000과 Me도 출시되기 전이었다. 주요 빌드는 2202, 2210, 2211, 2223, 2250, 2257, 2264, 2267, 2276, 2287, 2296, 2410, 2416, 2419, 2428, 2446, 2454, 2457, 2458, 2459, 2462, 2463, 2464, 2465, 2469, 2474, 2475, 2481, 2485, 2486, 2494, 2495, 2498, 2499, 2502, 2504, 2505, 2509, 2517, 2520, 2525, 2526, 2531, 2532, 2535, 2542, 2600(정식)이다. 빌드 2428에서는 현재의 루나 테마가 적용되었고, 그대로 출시된다.

## 새로운 기능 및 업데이트된 기능
윈도우 XP의 새로운 기능은 다음과 같다.
- 여러 윈도우 XP 테마(루나 테마 포함)
- GDI+: 그래픽 하부 시스템 및 셸의 개선된 그림 관리 및 보기
- DirectX: 8.1을 9.0c로 업그레이드할 수 있음
- 시작 메뉴: 및 작업 표시줄 개선
- 윈도우 탐색기의 수많은 새로운 기능: 작업 틀, 제목, 슬라이드 보기, 개선된 정렬 및 그룹, 문서 분류로 검색, 자동 실행, 내장된 CD 굽기 등
- 윈도우 사진 및 팩스: 개선된 그림 관리 기능
- 수많은 커널 강화 및 전원 관리 개선
- 더 빨라진 시동: 개선된 프리페처 기능, 로그온, 로그오프, 최대 절전 모드, 응용 프로그램 실행 순서
- 드라이버 롤백: 이전의 것을 더 선호할 때 새로운 장치 드라이버를 제거하는 기능
- 개선된 시스템 복원, 자동 시스템 복구 (ASR), 윈도우 오류 보고, 드라이버 신뢰성 등
- 데스크톱 환경을 위한 테마 개발을 위한 프레임워크를 포함한 사용자와 더 친숙한 새로운 인터페이스, 알파 투명도가 포함되어 더 강화된 아이콘
- USB 2.0, 파이어와이어 800, WIA, 미디어 전송 프로토콜, 다중 모니터를 위한 다중 보기, 오디오 개선과 같은 하드웨어 지원 개선
- 빠른 사용자 전환 - 현재의 상태를 저장하고 정보 손실 없이 다른 사용자로 로그온할 수 있게 하는 기능
- 클리어타입 글꼴 렌더링 매커니즘 - LCD 등의 액정 모니터에서 문자열을 읽기 쉽게 해주는 기능
- 원격 제어 및 원격 데스크톱 기능 - 네트워크나 인터넷에 연결되어 있고 윈도우 XP가 설치되어 있는 컴퓨터와 연결하여 응용 프로그램, 파일, 프린터, 장치에 접근할 수 있다.
- 새로운 네트워킹 기능 - 윈도우 방화벽, 인터넷 연결 공유의 UPnP, QoS, IPv6, 확장된 팩스 기능, 네트워크 브리지, P2P 네트워킹, 와이파이 연결, 파이어와이어 상의 통신, 블루투스, DSL 등과의 통합
- 소프트웨어 제한 정책, 자격 증명 관리자, 스마트 카드, PKI 지원 등의 새로운 보안 기능. SP2부터는 데이터 실행 방지, 윈도우 보안 센터 등이 도입됨.
- 필기 인식, 음성 인식, 디지털 잉크 지원
- 시스템 관리 도구의 수많은 개선 (윈도우 인스톨러, 윈도우 스크립트 호스트, 디스크 조각 모음, 윈도우 작업 관리자, 그룹 정책, CHKDSK, NT백업, 마이크로소프트 관리 콘솔, 섀도 복사본, 레지스트리 편집기, Sysprep, 윈도우 관리 도구
- 개선된 응용 프로그램 호환성
- 오프라인 파일, 로밍 사용자 프로파일, 폴더 리다이렉션과 같은 인텔리미러 기능 개선

### 사용자 인터페이스
윈도우 XP에는 새로운 작업 기반의 그래픽 사용자 인터페이스를 갖추고 있다. 시작 메뉴와 윈도우 인덱싱 서비스는 다시 설계되었고 수많은 시각 효과가 추가되었다.
- 탐색기 간의 투명한 파란 선택 사각형
- 바탕 화면의 아이콘 레이블에 그림자 넣기
- 탐색기 창 (일반 작업)의 작업 기반 사이드바
- 하나의 응용 프로그램이 지닌 여러 개의 창을 하나의 단추로 묶어 주는 작업 표시줄 그룹 기능
- 작업 표시줄과 다른 도구 모음을 잠그는 기능
- 최근에 새로 추가한 프로그램들을 시작 메뉴에서 강조해 주는 기능
- 메뉴 아래에 그림자 넣기 (윈도우 2000에는 마우스 포인터에 그림자가 들어갔으나 메뉴에는 들어가지 않았다)

## 제거된 기능
이전 버전의 윈도우에 포함되었던 일부 프로그램과 기능은 윈도우 XP에 포함되지 않았다. 윈도우 9x 이전 버전에서 사용 가능한 다양한 MS-DOS 명령은 POSIX 및 OS/2 하위 시스템과 마찬가지로 제거되었다.
네트워킹에서는 NetBEUI, NWLink 및 NetDDE가 구식 처리되었으며 기본적으로 설치되지 않는다. 플러그 앤 플레이가 호환되지 않는 통신 장치(모뎀 및 네트워크 인터페이스 카드 등)는 더 이상 지원되지 않는다.
서비스 팩 2와 서비스 팩 3은 또한 TCP 반개방(half-open) 연결 지원 및 작업 표시줄의 주소 표시줄을 포함하여 윈도우 XP에서 기능을 제거했다.

## 에디션
윈도우 XP는 출시 당시 홈 에디션과 프로페셔널 에디션이라는 두 가지 주요 버전으로 출시되었다. 두 버전 모두 새 컴퓨터에 사전 로드된 소프트웨어와 박스형 사본으로 소매점에서 판매되었다. 박스형 사본은 "업그레이드" 또는 "풀"(Full) 라이선스로 판매되었다. "업그레이드" 버전은 약간 저렴했지만 설치하려면 기존 윈도우 버전이 필요하다. "풀"(Full) 버전은 운영 체제나 기존 윈도우 버전이 없는 시스템에 설치할 수 있다. XP의 두 가지 버전은 서로 다른 시장을 겨냥했다. 홈 에디션은 명시적으로 소비자 사용을 위한 것이며 윈도우 도메인 가입 기능, 인터넷 정보 서비스 및 다국어 기능과 같은 프로페셔널에 있는 특정 고급 및 기업 지향 기능을 비활성화하거나 제거한다. 사용자 인터페이스. 윈도우 98 또는 윈도우 미는 두 버전 중 하나로 업그레이드할 수 있지만 윈도우 NT 4.0 및 윈도우 2000은 프로페셔널로만 업그레이드할 수 있다. 사전 로드된 라이선스에 대한 윈도우의 소프트웨어 라이선스 계약에서는 사용자가 소프트웨어 사용을 원하지 않는 경우 소프트웨어를 OEM에 "반환"하여 환불을 받을 수 있다. 일부 제조업체가 권리 존중을 거부했음에도 불구하고 일부 국가에서는 법원에서 이를 시행했다.
2002년에 특정 유형의 하드웨어에 대해 두 가지 특수화된 XP 변형이 사전 로드된 소프트웨어로 OEM 채널을 통해 독점적으로 출시되었다. 윈도우 XP 미디어 센터 에디션은 원래 TV 튜너("미디어 센터 PC"라는 용어로 판매)가 장착된 고급 홈 시어터 PC용으로 설계되었으며 확장된 멀티미디어 기능, 전자 프로그램 가이드 및 디지털 비디오 레코더(DVR) 지원을 제공한다. 윈도우 미디어 센터 애플리케이션. 마이크로소프트는 또한 추가 펜 입력 기능을 포함하고 태블릿 PC 사양을 충족하는 모바일 장치에 최적화된 윈도우 XP 태블릿 PC 에디션을 공개했다. XP의 두 가지 64비트 버전이 출시되었다. 첫 번째 버전인 윈도우 XP 64비트 에디션은 IA-64(아이테니엄) 시스템용으로 제작되었다. AMD의 x86-64 아키텍처를 선호하는 워크스테이션에서 IA-64 사용이 감소함에 따라 아이테니엄 에디션은 2005년 1월에 중단되었다. x86-64 아키텍처를 지원하는 윈도우 XP 프로페셔널 x64 에디션이라는 새로운 64비트 에디션이 2005년 4월에 출시되었다.
또한 마이크로소프트는 2004년에 저가형 PC용 홈 에디션의 특별 변형인 윈도우 XP 스타터 에디션을 출시하여 신흥 시장을 목표로 삼았다. 이 OS는 기본적으로 컴퓨터를 처음 사용하는 사용자를 대상으로 하며, 현지화 기능(지역 랜드마크 이미지가 포함된 배경 화면 및 화면 보호기 포함)과 기본 컴퓨팅 작업에 대한 비디오 튜토리얼이 포함된 "내 지원" 영역을 포함하고 있다. 또한 특정 "복잡한" 기능을 제거하고 사용자가 한 번에 3개 이상의 응용 프로그램을 실행하는 것을 허용하지 않는다. 인도와 태국에서 파일럿 프로그램을 마친 후 스타터는 2005년 내내 다른 신흥 시장에 출시되었다. 2006년에 마이크로소프트는 선불 구독 방식으로 보조금을 받는 PC를 사용하는 신흥 시장을 대상으로 하는 FlexGo 이니셔티브도 공개했다.
마이크로소프트가 자체 번들 소프트웨어를 선호하기 위해 PC 시장에서의 지위를 부적절하게 이용했다고 주장하는 유럽과 한국의 불공정 경쟁 소송의 결과로 마이크로소프트는 특정 응용 프로그램을 제외한 XP 특별판을 이들 시장에서 출시하라는 명령을 받았다. . 2004년 3월, 유럽 위원회가 마이크로소프트에 4억 9700만 유로(미화 6억 300만 달러)의 벌금을 부과한 후 마이크로소프트는 윈도우 미디어 플레이어를 제외한 XP의 "N" 에디션을 출시하라는 명령을 받았으며, 이는 사용자가 자신의 미디어 플레이어 소프트웨어를 선택하고 다운로드하도록 장려했다. 윈도우 미디어 플레이어가 포함된 에디션과 동일한 가격으로 판매되었기 때문에 특정 OEM(예: HP, 레노버, 후지쯔 지멘스와 함께 단기간 제공한 델)은 제공하지 않기로 결정했다. 대략 1,500대가 OEM으로 배송되었으며 소비자에게 판매된 보고는 없었을 정도로 소비자의 관심은 미미했다. 2005년 12월, 한국 공정거래위원회는 마이크로소프트에 윈도우 미디어 플레이어나 윈도우 메신저가 포함되지 않은 윈도우 XP 및 윈도우 서버 2003 버전을 제공하도록 명령했다. 윈도우 XP의 "K" 및 "KN" 버전은 2006년 8월에 출시되었으며 영어와 한국어로만 제공되며 타사 인스턴트 메신저 및 미디어 플레이어 소프트웨어에 대한 링크도 포함되어 있다.

### 윈도우 XP 홈 에디션
윈도우 XP 홈 에디션(Microsoft Windows XP Home Edition)은 가정용 PC에 특화한 윈도우 XP로서, 윈도우 서버에 연결하는 도메인 기능 및 일부 기업용 기능이 빠져 있다. 32비트 프로세서 전용이다. 프로페셔널에 비해 고급 기능이 제거되었으며 가격이 저렴한 편이다. CPU(중앙처리장치)의 수는 1개만 지원하나, 멀티코어 프로세서는 홈 에디션에서도 정상적으로 인식한다.

### 윈도우 XP 프로페셔널
윈도우 XP 프로페셔널(Microsoft Windows XP Professional)은 기업용 PC에 특화한 윈도우 XP이다. 도메인 연결, 원격 데스크톱 연결, (서비스 팩 3부터만)최대 4개의 CPU 수 지원, 최대 1개의 웹사이트를 구동할 수 있는 인터넷 정보 서비스(IIS) 등 홈 에디션에서 제외된 고급 보안 및 네트워킹 옵션들이 포함되어 있어 사무 효율성을 높여준다. 32비트 데이터 처리 방식의 프로세서에 최적화되어 있다. CPU는 2개까지 지원하며, 멀티코어 프로세서는 정상적으로 인식한다.

### 윈도우 XP 미디어 센터 에디션
윈도우 XP 미디어 센터 에디션(Microsoft Windows XP Media Center Edition)은 XP의 보급이 일반화된 시점에서 가정용 PC의 편리함과 중요성이 높아짐에 따라 발표한 버전이다. DVD/TV 기능에 초점을 맞추었고, 프로그램 녹화 및 원격 조정을 지원한다. 2003년부터 출시되다가 윈도우 비스타가 나오면서 단종되었다.

### 윈도우 XP 태블릿 PC 에디션
윈도우 XP 태블릿 PC 에디션(Microsoft Windows XP Tablet PC Edition)은 태블릿 PC라는 특수한 형태의 휴대용 컴퓨터가 업계에 등장한 직후 마이크로소프트가 이에 대응하여 만든 윈도우 XP의 한 버전이다. 터치 스크린 방식의 펜 입력을 지원하고 필기 인식 기능을 기반으로 하여 전용 IME를 채택한 것이 특징이며, 별도의 필기장 뷰어 및 편집 프로그램과 함께 필기장 뷰어도 제공되었다. 태블릿 PC에서 작성한 필기장 문서는 다른 윈도우 운영 체제에서도 마이크로소프트가 무료로 배포하는 윈도우 필기장 뷰어를 설치하면 볼 수 있다.

### 윈도우 XP 64비트 에디션
윈도우 XP 64비트 에디션은 아래의 윈도우 XP 프로페셔널 x64 에디션과는 구분하며 아이테니엄 64비트 프로세서와 호환이 가능한 제품이다.

### 윈도우 XP 프로페셔널 x64 에디션
윈도우 XP 프로페셔널 x64 에디션(Microsoft Windows XP Professional x64 Edition)은 AMD가 64비트 호환 프로세서를 처음 발표된 뒤에 마이크로소프트가 이에 맞추어 발표한 새로운 버전의 윈도우 XP 운영 체제로, 프로페셔널 버전과 기능이 동일하며 코드는 윈도우 서버 2003을 기반으로 한다. x64 에디션이 지원하는 프로세서는 AMD64 호환 프로세서 및 EM64T 호환 프로세서이며 아이테니엄 프로세서와는 호환되지 않는다. 윈도우 서버 2003의 64비트 버전 서비스 팩이 출시될 때 같이 서비스 팩이 발표되었다. 한국어 버전은 없으나 언어팩을 별도로 제공하고 있다.

### 윈도우 XP K / KN 버전
윈도우 XP 홈 에디션 K(Microsoft Windows XP Home Edition K)와 윈도우 XP 홈 에디션 KN(Microsoft Windows XP Home Edition KN)은 대한민국의 공정거래위원회에서 윈도우 XP에 대해 메신저와 미디어 플레이어의 끼워팔기에 대한 시정 조치를 지시하여 출시한 제품으로 대한민국에서만 유통되는 제품이다. K 버전은 미디어 플레이어와 윈도우 메신저가 포함되어 있는 대신 윈도우 미디어 센터와 메신저 센터를 제공하여 타사의 프로그램을 이용할 수 있도록 한 버전이다. KN 버전은 미디어 플레이어와 윈도우 메신저를 제거한 버전이다. 그 외에는 기존의 윈도우 XP 홈 에디션과 기능면에서는 동일하다. 그러나 윈도우 XP 홈 에디션과 윈도우 XP 홈 에디션 K는 제품 키를 공유하지 않는다. 윈도우 XP 프로페셔널도 K와 KN 버전이 있으며 이 또한 같은 이유로 대한민국에서만 유통된다. 여기서 제한되는 기능도 홈 에디션과 동일하며 이 밖의 기능 또한 윈도우 XP 프로페셔널과 동일하다. 홈 에디션과는 다르게 윈도우 XP 프로페셔널과 윈도우 XP 프로페셔널 K는 제품 키를 공유한다.

### 윈도우 XP N 버전
윈도우 XP 홈 에디션 N(Microsoft Windows XP Home Edition N)와 윈도우 XP 프로페셔널 N(Microsoft Windows XP Professional N)은 윈도우 XP KN 버전과 같이 메신저 센터와 윈도우 미디어 플레이어가 없는 버전이다. 다만, KN 버전은 대한민국에서만 유통되는 제품이지만, N 버전은 유럽 지역에서 유통되는 버전이다.

## 라이선스의 종류

### RTM
RTM은 Release to Manufacturer의 줄인말로 PC 제조사에 처음 보내지는 완성형 프로그램을 말한다.

### 소매 박스
정품 박스에 포장되어 판매되는 것으로, 일반 소매점에서 구입할 수 있다.

### OEM
PC 전문 제조 업체가 직접 마이크로소프트와의 계약을 맺어 전달하는 방식을 말한다. 기존 버전의 윈도우로부터 업그레이드하는 것에 제약이 있고, 지정된 유형과 모델 이외의 PC에서 OEM 버전의 윈도우 XP를 설치하는 것은 계약 위반에 해당한다.

### DSP
조립한 개인용 컴퓨터에 적용되는 것으로 OEM 라이선스의 일종이다.
이것은 IBM PC 호환 기종은 직접 조립이 가능하다는 특징이 반영된 것으로, PC 제조업체에 공급되는 일반 OEM과 달리 미디어를 마이크로소프트에서 제작하여 배포하며, 미디어의 내용은 리테일 버전과 거의 일치하지만, 포장이 간소하며 판매 방식에 차이가 있다. 본래 DSP 버전은 반드시 새로 조립되는 시스템과 결합되어야 하는 것으로 단품으로 거래될 수 없으며, 전체 시스템의 구성품으로 사용되거나 또는 중요 하드웨어에 종속된 상태로만 유통될 수 있다. 다시 말해, DSP 버전은 시스템 빌더(PC 조립업체)에게 공급되는 특수한 OEM 형태로서 원칙적으로 최종사용자에게 직접 판매되는 제품이 아니므로 최종 사용자 지원 및 제품 보증은 적용되지 않는다.
다만, 현실적으로는 개인 사용자도 DSP 버전을 직접 구입할 수 있는데 이 경우는 최종 사용자 자격이 아니라 그 자신이 시스템 빌더로서 구매하는 것으로 해석되어야 하므로, DSP 버전은 반드시 새로운 시스템의 구성 요소로 사용되어야 하며 해당 시스템에 존속되어야 한다. 따라서, DSP 버전은 일반 OEM 버전과 마찬가지로, 그 라이선스는 처음 사용한 시스템에서 다른 시스템으로 이전될 수 없다.

### 볼륨 라이선스
윈도우 XP부터 강력하게 적용되는 정품 인증 기능은 개인 사용자에게 적합하게 동작하도록 되어있다. 여러 대의 컴퓨터에 같은 운영 체제를 동시에 설치해야 하는 기업의 경우 상당히 번거로운 부분이 되는데, 이에 대한 편의를 제공하기 위하여 제공된다. 그러나 이 라이선스를 대상으로 한 해적판이 넘쳐 나자 마이크로소프트는 이 버전의 윈도우 XP에 대하여 정품 인증 혜택 기능을 누릴 수 없도록 제한하고 있다. 따라서 최신 버전의 인터넷 익스플로러 8과 윈도우 미디어 플레이어 11을 비롯한 정품 인증 혜택으로 다운로드가 가능한 구성 요소 및 업데이트 상당 수를 제공 받을 수 없다.

## 서비스 팩
서비스 팩은 이전에 출시된 모든 업데이트는 물론 서비스 팩까지 포함하는 누적 업데이트 패키지이다. 윈도우 XP용 서비스 팩 3개가 출시되었다. 서비스 팩 3은 라이브 OS를 업데이트하려면 최소한 서비스 팩 1이 설치되어 있어야 한다는 점에서 약간 다르다. 그러나 서비스 팩 3은 여전히 윈도우 설치 디스크에 포함될 수 있다. SP1은 이를 위한 전제 조건으로 보고되지 않는다.
모든 윈도우 XP 버전의 부팅 화면은 윈도우 XP 서비스 팩 2에 의해 더 이상 SKU를 표시하지 않는 새로운 부팅 화면으로 통합되었으며, 홈 에디션의 부팅 화면은 녹색 대신 파란색 진행률 표시줄을 사용한다. 부팅 화면의 저작권 연도도 제거되었다.

### 서비스 팩 1
윈도우 XP용 서비스 팩 1 (SP1)은 2002년 9월 9일에 공개되었다. RTM 이후의 보안 문제 해결과 핫 픽스, 호환성 업데이트, 선택적 닷넷 프레임워크 지원, 태블릿 PC와 같은 새로운 장치 기술 지원, 새로운 윈도우 메신저 4.7 버전을 포함한다. 가장 눈에 띄는 새로운 기능으로 USB 2.0 지원에, 다양한 미들웨어 제품을 숨기는 것을 목적으로 한 프로그램 액세스 및 기본 유틸리티 설정을 들 수 있다. 사용자들은 웹 브라우징과 인스턴트 메시징과 같은 기본 응용 프로그램을 제어할 수 있을뿐 아니라 마이크로소프트에 기본으로 설치된 프로그램의 일부를 숨길 수도 있다. 이 서비스 팩은 SATA 및 137GB 이상(48비트 LBA 지원)의 하드 드라이브를 기본으로 지원한다. RTM 버전에는 없었던 마이크로소프트 자바 가상 머신이 서비스 팩에 나타난다. IPv6 지원도 이 서비스 팩에 도입되었다.

#### 서비스 팩 1a
2003년 2월 2일에 마이크로소프트는 서비스 팩 1a (SP1a)를 공개하였다. 썬 마이크로시스템즈와의 법적 논쟁의 결과로 마이크로소프트 자바 가상 머신을 제거한 버전이다.

### 서비스 팩 2
서비스 팩 2 (SP2, 코드이름: 스프링보드)는 보안 강화를 중점으로 2004년 8월 25일에 공개되었다. 이전의 서비스 팩과 달리 SP2는 WPA 암호화 호환성, 개선된 와이파이 지원, 인터넷 익스플로러 6용 팝업 광고 차단, 블루투스 지원과 같은 새로운 기능이 윈도우 XP용으로 추가되었다. 팝업 광고 차단에는 인터넷 익스플로러의 ActiveX 설치를 일시적으로 제한하는 것도 포함된다. 커널을 시동하는 동안 나타나는 로고 화면에 "Professional", "Home Edition", "Embedded"라는 글자를 없애버렸는데, 마이크로소프트가 SP2 출시 이전에 새로운 XP 에디션을 도입하였기 때문이다. 홈 에디션의 초록색 로딩 표시줄과 임베디드 에디션의 노란 로딩 표시줄은 프로페셔널과 다른 버전의 윈도우 XP에서 볼 수 있었던 파란 로딩 표시줄로 바꿈에 따라 운영 체제들의 시동 화면을 서로 비슷하게 만들었다. 제어판과 도움말 및 지원 도구와 같은 다른 영역의 색들은 이전과 같이 바뀌지 않고 그대로 두었다.
서비스 팩 2는 새로운 보안 기능이 더해졌는데 이를테면 윈도우 방화벽으로 이름이 바뀐 방화벽을 포함하였고 이를 기본으로 사용하도록 설정하였으며 NX 비트 하드웨어 지원 및 에뮬레이션을 통한 데이터 실행 방지 기술을 제공하여 버퍼 오버플로 공격에 대비할 수 있게 하였다. 로 소켓(raw socket) 지원은 좀비 컴퓨터의 위험을 제한하기 위하여 제거되었다. 그뿐 아니라 보안과 관련한 개선이 전자 메일과 웹 브라우징에 추가되었다. 윈도우 XP 서비스 팩 2는 바이러스 검사 소프트웨어, 윈도우 업데이트, 새로운 윈도우 방화벽의 상태를 포함하여 시스템의 보안 전반을 다루는 윈도우 보안 센터를 포함하고 있다. 타 개발사가 만든 바이러스 검사 소프트웨어와 방화벽 응용 프로그램도 새로운 보안 센터와 호환된다.

#### 서비스 팩 2b
2006년 8월에 마이크로소프트는 윈도우 XP SP2 및 윈도우 서버 2003 SP1를 위한 업데이트된 설치 미디어를 공개하였다. Eolas 특허와의 마찰로 패치가 하나 포함되어 있는데 ActiveX 컨트롤을 수동으로 활성화하게 하였다. 그 뒤로 이 기술은 마이크로소프트사에 라이선스되어 서비스 팩 3 이후 버전에는 이 업데이트가 포함되어 있지 않다.

#### 서비스 팩 2c
2007년 8월 10일에 마이크로소프트는 서비스 팩 2에 대한 사소한 업데이트를 발표하였는데 이것이 서비스 팩 2c (SP2c)이다. 이 업데이트는 윈도우 XP에서 사용할 수 있는 키의 수가 사라지는 문제를 해결해 준다. 이 업데이트는 윈도우 XP 프로페셔널과 윈도우 XP 프로페셔널 N 운영 체제를 사용하는 컴퓨터 조립자에게만 해당한다. SP2c는 2007년 9월에 공개되었다.

### 서비스 팩 3
윈도우 XP 서비스 팩 3 (SP3)은 베타 버전이 2007년 11월에 나왔고, 2008년 4월 23일에 RTM 버전이 MSDN에 공개되었다. 2008년 5월 6일에 마이크로소프트 다운로드 센터와 윈도우 업데이트 두 곳에 공식 버전이 제공되었다.
1,174 건의 문제 해결이 서비스 팩 3에 포함되었다. 서비스 팩 3은 인터넷 익스플로러 버전 6, 7, 8이 설치되어 있는 시스템에 설치할 수 있다. 인터넷 익스플로러 7과 8은 서비스 팩 3에 포함되어 있지 않다.

#### SP3의 새로운 기능
- 블랙홀 라우터 기본 감지
- 네트워크 접속 보호(NAP) 클라이언트
- 무선 랜 카드의 IEEE 802.1X 인증을 위한 그룹 정책 지원
- 자격 증명 보안 서비스 제공자
- 그룹 정책/로컬 보안 정책 사용자 인터페이스의 서술적인 보안 옵션
- FIPS 140-2 인증을 받은 RSAENH(Microsoft Enhanced Cryptographic Provider Module)의 업데이트된 버전 (SHA-256, SHA-384 and SHA-512 알고리듬)
- 리테일 및 OEM 버전 설치 도중 제품 키를 요구하지 않고 설치

#### SP3 이전에 공개된 업데이트
서비스 팩 3은 SP2에 없는, 이전에 공개된 윈도우 XP용 주요 업데이트를 포함하고 있다.
- 윈도우 이미징 구성 요소
- IPsec 필터를 쉽게 만들고 유지 보수할 수 있는 IPSec 단순 정책 업데이트
- 백그라운드 인텔리전트 전송 서비스 (BITS) 2.5
- MSXML 6.0 SP2 및 XMLLite
- 마이크로소프트 관리 콘솔 3.0
- 자격 증명 로밍 서비스 (디지털 자격 증명 관리 서비스) 업데이트
- 원격 데스크톱 프로토콜 6.1
- PNRP (Peer Name Resolution Protocol) 2.1
- 네트워크 진단 업데이트
- WPA2 업데이트 (KB893357)
- 윈도우 스크립트 5.7
- 윈도우 인스톨러 3.1 v2

이 서비스 팩은 주로 다중 코어(듀얼 코어, 쿼드 코어 등)를 사용하는 중앙 처리 장치에 대한 수정이며, 10%의 성능 향상이 있을 것이라고 전했다. 윈도우 XP 사용자라면 이번 업데이트는 반드시 적용하는 것이 낫다고 한다. 디스플레이 등록 정보의 화면 보호기 탭에 있는 에너지 스타 로고를 제거하여 전원 관리 제어판으로 들어가는 링크 옆에 공간이 많이 남았다.

## 시스템 요구 사항
윈도우 XP 홈 에디션과 프로페셔널 에디션에 대한 시스템 요구 사항은 다음과 같다:
|                                | 최소                                          | 권장                                    |
| ------------------------------ | --------------------------------------------- | --------------------------------------- |
| 프로세서                       | 233 MHz                                       | 300 MHz 이상                            |
| 메모리                         | 64 MB 램 (일부 성능/기능 제한이 있을 수 있음) | 128 MB 램 이상                          |
| 비디오 어댑터 및 모니터        | VGA (640 x 480)                               | 슈퍼 VGA (800 x 600) 이상의 높은 해상도 |
| 하드 디스크 드라이브 남은 공간 | 1.5 GB                                        | 5 GB                                    |
| 드라이브                       | CD-ROM                                        | CD-ROM 보다 더 좋은 기기                |
| 장치                           | 키보드 및 마우스                              | 키보드 및 마우스                        |
| 기타                           | 사운드 카드, 스피커, 그리고 헤드폰            | 사운드 카드, 스피커, 그리고 헤드폰      |

윈도우 XP 시스템 요구 사항과 더불어, 서비스 팩 2에서는 설치하는 동안 1.8 GB의 하드 디스크 남은 용량을 더 요구한다.

### 물리 메모리 제한
윈도우 XP가 최대로 지원하는 물리 메모리 (RAM)은 윈도우 버전에 따라, 또 32비트 / 64비트 여부에 따라 다르다. 아래에는 지원하는 최대 물리 메모리를 나타내고 있다:
| 버전                    | 32비트 윈도우의 제한 | 64비트 윈도우의 제한 |
| ----------------------- | -------------------- | -------------------- |
| 윈도우 XP 프로페셔널    | 4 GB                 | 128GB                |
| 윈도우 XP 홈 에디션     | 4 GB                 | 128GB                |
| 윈도우 XP 스타터 에디션 | 512 MB               | 없음                 |

### 프로세서 제한
윈도우 XP 프로페셔널은 최대 2개의 물리적 프로세서를 지원한다. 윈도우 XP 홈 에디션은 하나만 지원한다.
그러나 XP는 더 많은 수의 논리 프로세서를 지원한다. 32비트 버전은 최대 32개의 논리 프로세서를 지원하고, 64비트 버전은 최대 64개의 논리 프로세서를 지원한다.

## 업그레이드 가능성
여러 윈도우 XP 구성 요소를 최신 버전으로 업그레이드할 수 있다. 여기에는 윈도우 최신 버전에 도입된 새 버전이 포함되며 기타 주요 마이크로소프트 응용 프로그램도 사용할 수 있다. 윈도우 XP용 최신 버전의 경우 다음과 같다.
- 액티브싱크 4.5
- DirectX 9.0c(2010년 6월 7일, 재배포 가능)
- 인터넷 익스플로러 8
- 윈도우 미디어 형식 런타임 및 윈도우 미디어 플레이어 11
- 마이크로소프트 가상 PC 2007
- .NET 프레임워크 4.0
- 비주얼 스튜디오 2010
- 윈도우 스크립트 호스트 5.7
- 윈도우 인스톨러 4.5
- 마이크로소프트 넷미팅 3.02
- 윈도우 사이드바
- 윈도우 디펜더
- 오피스 2010은 윈도우 XP와 호환되는 마지막 마이크로소프트 오피스 버전이었다.
- 유닉스 하위 시스템용 윈도우 서비스를 설치하면 특정 유닉스 기반 응용 프로그램을 운영 체제에서 실행할 수 있다.

## 지원 라이프사이클
서비스 팩이 없는 윈도우 XP 원본 릴리스에 대한 지원은 2005년 8월 30일에 종료되었다. 윈도우 XP 서비스 팩 1과 1a는 모두 2006년 10월 10일에 중단되었으며 윈도우 2000과 윈도우 XP SP2는 모두 지원이 종료되었다. 회사는 윈도우 XP 서비스 팩 3 출시 약 24개월 후인 2010년 7월 13일에 윈도우 XP 출시 17개월 후인 2008년 6월 30일 OEM에 대한 윈도우 XP 일반 라이센스를 중단하고 운영 체제 소매 판매를 종료했다. 그러나 2008년 4월 3일에는 2009년 10월 22일 윈도우 7이 출시된 후 1년이 될 때까지 "초저가 개인용 컴퓨터", 특히 넷북을 생산하는 OEM에 대한 예외가 발표되었다. 마이크로소프트의 케빈 허츠(Kevin Hutz)는 이러한 결정이 윈도우가 탑재된 저가형 컴퓨터에 대한 명백한 시장 수요 때문이라고 밝혔지만 이러한 움직임은 주로 리눅스 기반 넷북과 경쟁하기 위한 것이었다.
임베디드 시스템용 윈도우 XP 변형에는 서로 다른 지원 정책이 있다. 윈도우 XP 임베디드 SP3 및 윈도우 임베디드 포 포인트 오브 서비스 SP3은 각각 2016년 1월과 4월까지 지원되었다. 윈도우 임베디드 스탠더드 7의 후속인 윈도우 임베디드 스탠더드 2009와 윈도우 임베디드 POSReady 7의 후속인 윈도우 임베디드 POSReady 2009는 각각 2019년 1월과 4월까지 지원되었다. 이러한 업데이트는 임베디드 에디션용으로 제작되었지만 레지스트리 해킹을 통해 표준 윈도우 XP에 다운로드할 수도 있으며, 이를 통해 2019년 4월까지 비공식 패치가 가능해졌다. 그러나 마이크로소프트는 비호환성 문제를 이유로 윈도우 XP 사용자에게 이러한 수정 사항을 설치하지 말라고 권고했다.

### 지원 종료
2014년 윈도우 XP의 기술 지원이 종료되었다. 출시된 지 10년이 넘은 XP는 상위 버전인 윈도우 7, 윈도우 8.1, 윈도우 10보다 보안에 취약하고 호환성 문제에 부딪히기 때문에, 마이크로소프트에서는 예정대로 2014년 4월 8일 자로 XP의 지원을 종료하였다. 하지만 아직도 대한민국의 XP 점유율은 15%대이고, 전세계 ATM 기기의 90% 이상은 아직도 XP를 사용하고 있다. 이에 MS는 윈도우 7, 윈도우 8.1, 윈도우 10로 전환하지 못한 정부와 기업을 위해 일부 보안 서비스를 2015년 7월 14일까지 계속하였고 대한민국에서는 XP 전용 백신을 보급하였다. 2023년인 지금은 전용 백신의 지원조차 끊겼다.
RTM의 경우 2005년 8월 30일에 지원이 종료되었고, 서비스팩 1은 2006년 10월 10일에 윈도우 2000 서비스팩 3와 함께 지원이 종료되었으며, 2008년 6월 30일에 윈도우 XP계열 패키지 공급이 종료 및 판매가 단종되었다. 일반 지원은 2009년 4월 14일에 지원이 종료되었으며, 서비스팩 2는 2010년 7월 13일에 윈도우 2000과 함께 지원이 종료되었다. 그리고 서비스팩 3는 2014년 4월 8일에 윈도우 XP용 인터넷 익스플로러 7, 8과 마이크로소프트 오피스 2003과 동시에 지원이 종료되었다.
윈도우 XP 임베디드는 2016년 1월 12일 윈도우 8과 윈도우 비스타용 인터넷 익스플로러 7과 윈도우 비스타, 윈도우 서버 2008 R2, 윈도우 7, 윈도우 서버 2008 R2용 인터넷 익스플로러 8, 윈도우 7, 윈도우 서버 2008 R2용 인터넷 익스플로러 9, 윈도우 7, 윈도우 서버 2008 R2, 윈도우 8용 인터넷 익스플로러 10과 함께 지원이 종료되었다. 다만 XP에서 파생된 윈도우 임베디드 포스레디 2009는 2019년 4월 9일에 지원이 종료되었다.
마이크로소프트에서는 윈도우 XP 서비스 팩 3의 모든 보안 지원을 2014년 4월 8일 자로 종료하겠다고 발표했다. 윈도우 XP의 지원이 완전히 종료되면 모든 보안, 취약점 업데이트가 불가능해지며, 이에 따라 사용자는 치명적인 보안 문제에 노출될 수 있다.
세계 ATM기기의 95%가 윈도우 XP를 사용하고 있고, 대한민국 내에서만 해도 98%의 ATM기기가 윈도우 XP를 사용하고 있어 지원이 종료된 뒤에는 전 세계적으로 악의적 해킹 등의 문제가 발생할 수 있다.또한 일부 장비에 사용되는 소프트웨어가 호환성 문제로 아직도 윈도우 XP를 쓰는 곳이 많다.
실제로 지난 2017년 5월에 워너크라이 랜섬웨어 감염사태가 발생하였다. 이는 이미 기술지원이 종료된 윈도우 XP의 취약점을 파고들어 빠르게 유포되었으며, 그 결과 150개국에서 약 30만대에 이르는 PC가 피해를 입었다. 대한민국에서도 워너크라이 감염 피해로 영화관 CGV 상영관 광고서버 50곳에서 피해를 입었으며, 일부 기업 공장의 가동이 중단되기도 했다.

## 평가
출시 당시 윈도우 XP는 비평가들의 찬사를 받았다. CNET은 새로운 인터페이스가 이전 버전보다 "더 세련되고" 더 직관적이라는 점을 고려하여 운영 체제를 "과대평가할 가치가 있다"고 설명했지만, 계속 지원을 붙잡고 있음으로 인해 숙련된 사용자를 "성가시게" 할 수 있다고 느꼈다. XP의 확장된 멀티미디어 지원 및 CD 굽기 기능도 간소화된 네트워킹 도구와 함께 주목되었다. 윈도우 2000과 윈도우 미에 비해 XP의 성능 향상과 2000에 비해 내장 장치 드라이버 수가 증가한 점도 칭찬받았다. 소프트웨어 호환성 도구도 칭찬을 받았지만 일부 프로그램, 특히 구형 MS에서는 -DOS 소프트웨어는 아키텍처가 다르기 때문에 XP에서 올바르게 작동하지 않을 수 있다. 그들은 윈도우 XP의 새로운 라이센스 모델과 제품 활성화 시스템을 "약간 귀찮은 장애물"로 간주하면서 이를 비난했지만 마이크로소프트의 변경 의도는 인정했다. PC 매거진도 비슷한 찬사를 보냈지만, XP의 온라인 기능 중 상당수는 마이크로소프트 소유 서비스를 홍보하기 위해 설계되었으며 부팅 시간이 빨라진 점을 제외하면 XP의 전반적인 성능은 윈도우 2000과 별 차이가 없었다고 한다. 윈도우 XP의 기본 테마인 루나는 유치한 모습으로 인해 일부 사용자로부터 비판을 받았다.
2014년에 종료되는 기본 윈도우 XP에 대한 지원 연장에도 불구하고 일부 기업을 포함한 많은 사용자는 윈도우 후속 릴리스의 많은 보안 및 기능 개선에도 불구하고 안정적으로 알려진 운영 체제에서 벗어나는 것을 꺼려했다. 윈도우 XP의 수명은 윈도우 XP의 안정성과 윈도우 XP를 최신 상태로 유지하려는 마이크로소프트의 성공적인 시도에 대한 증거일 뿐만 아니라 직계 후속 제품이 인식한 실패에 대한 기소로도 간주되었다.

### 시장 점유율
넷 애플리케이션스에서 생성된 웹 분석 데이터에 따르면 윈도우 XP는 2012년 8월까지 가장 널리 사용되는 운영 체제였으며, 이후 윈도우 7이 이를 추월했다(나중에 윈도우 10에 추월당함). 스탯카운터는 이 일이 거의 1년 앞서 발생했음을 나타낸다. 2014년 1월 넷 애플리케이션스는 XP의 "데스크톱 운영 체제" 시장 점유율이 29.23%라고 보고한 반면(XP가 도입되었을 때는 추적할 별도의 모바일 범주가 없었음) W3Schools는 11.0%의 점유율을 보고했다.
2022년 9월 기준 대부분의 지역 또는 대륙에서 PC의 윈도우 XP 시장 점유율은 전체 윈도우 점유율 중 일부로서 1% 미만(아프리카에서는 0.5%)으로 떨어졌다. XP는 윈도우 7이 가장 높은 순위를 차지한 아르메니아(50% 이상, 57%) 등 일부 국가에서 여전히 두 자리 수의 시장 점유율을 보유하고 있으며 윈도우 10으로 대체되면서 윈도우 XP는 가장 오랫동안 최고 순위를 차지했다. 2019년 여름 일부 주말에는 점유율이 60%를 넘었다.

### 보안 문제
윈도우 XP는 악성 코드, 바이러스, 트로이 목마, 웜에 대해 취약하다는 비판을 받았다. 홈 에디션 사용자가 시스템에 대한 제한 없는 접근을 제공하는 관리자 권한을 기본적으로 사용한다는 것이 큰 보안 문제로 작용되었다.
대형 시장을 가지고 있는 윈도우는 역사적으로 바이러스 제작자들에게 매력적인 대상이 되어 왔다. 마이크로소프트가 보안 문제 수정에 대한 패치를 공개하면, 크래커들은 문제가 해결된 것을 발견해 낸 다음 다른 보안 구멍을 찾아내어 공격을 시도한다. 마이크로소프트는 모든 시스템이 자동 업데이트를 사용하여 버그나 공격으로부터 시스템을 보호할 것을 권장하고 있지만 일부 비즈니스 IP 부서는 사용자 정의 소프트웨어 및 인프라의 호환성을 검증하기 위해 업데이트 설치 전에 테스트를 해야 한다.
가장 큰 문제의 하나로, 보안 업데이트가 중지되었다.

### 사용자 인터페이스, 성능
비평가들은 윈도우 XP의 기본 사용자 인터페이스인 루나 테마가 새로운 기능을 제공하지 않고 더 느리게 동작하면서도 화면 공간을 낭비한다고 주장한다. 새로운 인터페이스를 선호하지 않는 사용자들은 윈도우 고전 테마로 쉽게 전환할 수 있다.

### 기능 통합 및 독과점 문제
마이크로소프트가 다른 시장과의 경쟁을 압도하기 위해 독점을 악용하는 것이 문제가 되었다. 윈도우 XP가 윈도우 미디어 플레이어와 윈도우 메신저를 운영 체제 안에 통합함과 동시에 윈도우 라이브 ID 서비스와 결합한 것 등을 예로 들 수 있다. 미국 프로그램 업체들과 마이크로소프트의 소송 사건뿐 아니라 한국산 프로그램 업체로부터도 소송을 당했다. 이로 인해 공정거래위원회에서 한국마이크로소프트에 시정 명령 및 과징금 330억 원을 부과한 사례가 있다.

### 하위 호환성
윈도우 9x에서 XP로 옮겨가는 사용자들은 도스 지원 부족에 대해 불만을 가지고 있었다. 윈도우 XP가 MS-DOS의 COMMAND.COM 프로그램과 더불어 가상 도스 머신 안에서 도스 프로그램을 실행할 수 있는 기능이 있음에도 불구하고, 윈도우 XP는 여전히 오래된 수많은 도스 프로그램들을 실행하는 것에 문제가 있다. 윈도우 XP가 NT 기반이라는 것이며 도스 기반 운영 체제로 사용하지 않는다는 것이 주된 원인이다. 이로 인해 초기에는 윈도우 9x 버전을 그대로 사용하는 사용자가 대부분이었다.

## 소스 코드 유출
2020년 9월 23일, 알 수 없는 사용자에 의해 윈도우 XP 서비스 팩 1 및 윈도우 서버 2003의 소스 코드가 이미지보드 4chan에 유출되었다. 익명의 사용자가 코드를 컴파일하는 데 성공했고, 한 트위터 사용자는 해당 코드가 진짜임을 증명하는 과정을 유튜브에 동영상으로 게시했다. 해당 동영상은 나중에 마이크로소프트에 의해 저작권 문제로 삭제되었다. Winlogon 및 기타 일부 구성 요소가 누락되어 누출이 불완전했다. 원본 유출 자체는 페이로드에 원래 서버 2003 및 XP 소스 코드가 포함되어 있었고 나중에 추가 파일로 업데이트된 마그넷 링크와 토렌트 파일을 사용하여 확산되었으며, 그 중에는 이전에 마이크로소프트 제품, 특허, 빌 게이츠의 음모 이론에 대한 미디어 유출이 있었다. 백신 반대 운동과 다양한 주제에 대한 다양한 PDF 파일을 통해 확인할 수 있다.
마이크로소프트는 이번 유출에 대해 조사 중이라는 성명을 발표했다.

## 같이 보기
- 마이크로소프트 윈도우의 역사